# Repubblica di Cina ai Giochi della X Olimpiade
La Repubblica di Cina partecipò ai Giochi della X Olimpiade, svoltisi a Los Angeles, Stati Uniti, dal 30 luglio al 14 agosto 1932.
La delegazione era composta da un solo atleta impegnato in due discipline, lo sprinter Liu Changchun (劉長春).

## Risultati

### Atletica leggera
| Atleta        | Tempo | Posizione |
| ------------- | ----- | --------- |
| Liu Changchun | 11"5  | 5         |

| Atleta        | Tempo | Posizione |
| ------------- | ----- | --------- |
| Liu Changchun | 23"4  | 4         |